# Ciekocino
Ciekocino (deutsch Zackenzin, früher Zakenzin) ist ein Dorf in der polnischen Woiwodschaft Pommern. Es ist dem Verwaltungsbezirk Landgemeinde Choczewo (Chottschow) im Powiat Wejherowski (Neustädter Kreis) angegliedert.

## Geographische Lage
Das Kirchdorf liegt in Hinterpommern, etwa 25 Kilometer nördlich der Stadt Lauenburg in Pommern, am Chaustbach. Die Entfernung zur Ostsee im Norden beträgt etwa fünf Kilometer. Unweit des Orts befindet sich am Ostseestrand die bis zu 45 Meter hohe Dünenformation Große Wollsäcke.

Zackenzin, nordnordöstlich von Lauenburg in Pommern, südlich der Dünenformation Große Wollsäcke (Gr. Wollsäcke), am Flüsschen Chaust und östlich der Stadt Leba, auf einer Landkarte von 1910

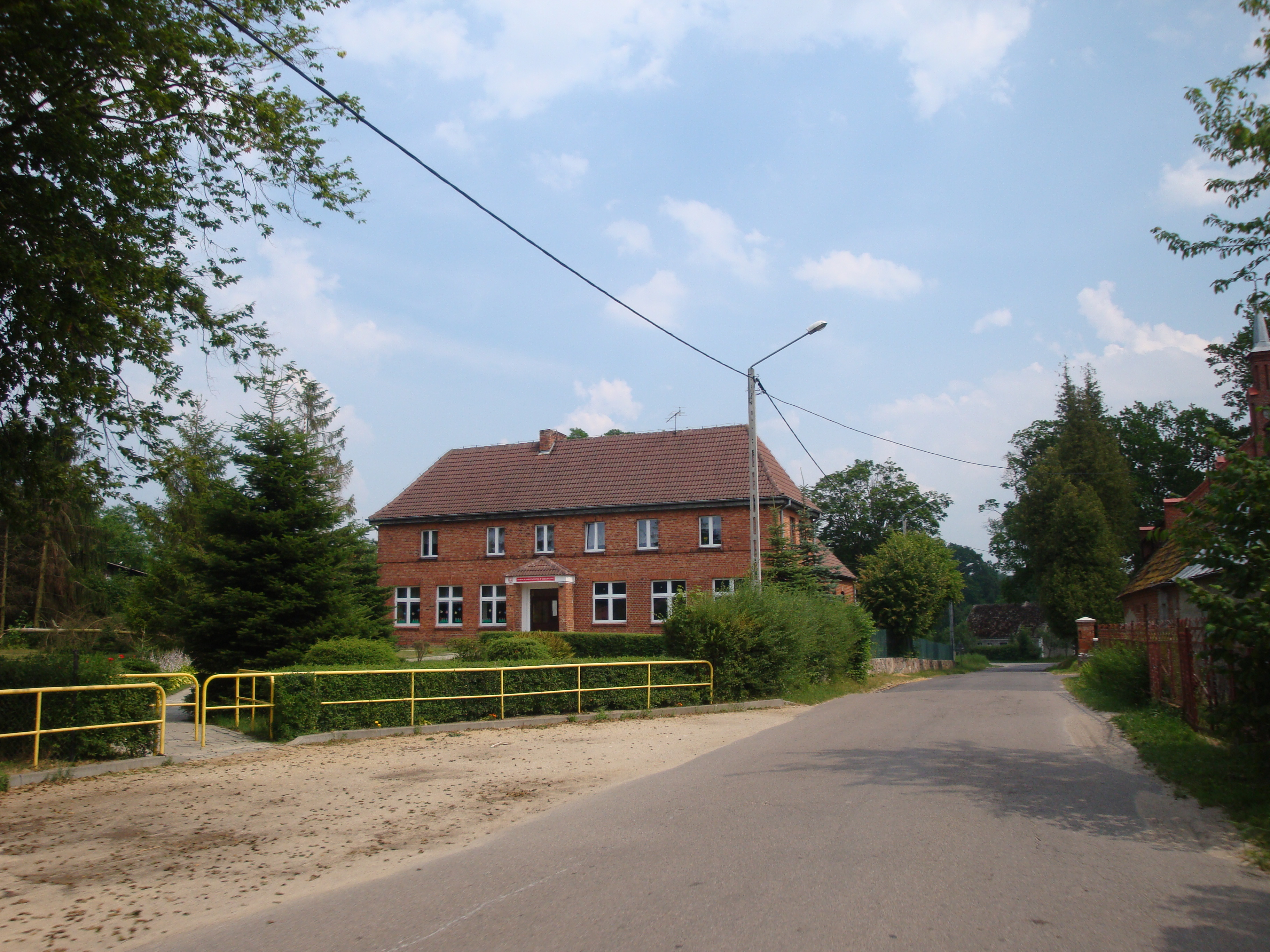
Dorfstraße (2010)

## Geschichte
Die Ortschaft trug 1437 den slawischen Namen  Zakonczyno.
Um 1784 gab es im Dorf  Zackenzin, das  seinerzeit  Ernst Mathias v. Krockow  gehörte, unter anderem ein Vorwerk, fünf Bauern, eine Wassermühle, eine Gaststätte und eine Schule.
Zu Anfang des letzten Quartals des 19. Jahrhunderts saß auf dem  Rittergut Zackenzin ein v. Braunschweig, der Amtsvorsteher des Bezirks Sassin gewesen war und dieses Amt 1875 niederlegte.
Am 1. April 1927 hatte das Gut Zackenzin eine Flächengröße von 786 Hektar, und am 16. Juni 1925 hatte der Gutsbezirk 293 Einwohner.
Am 30. September 1928 wurde der Gutsbezirk Zackenzin in die Landgemeinde Zackenzin eingegliedert.

Ehemaliger Gutshof Zackenzin
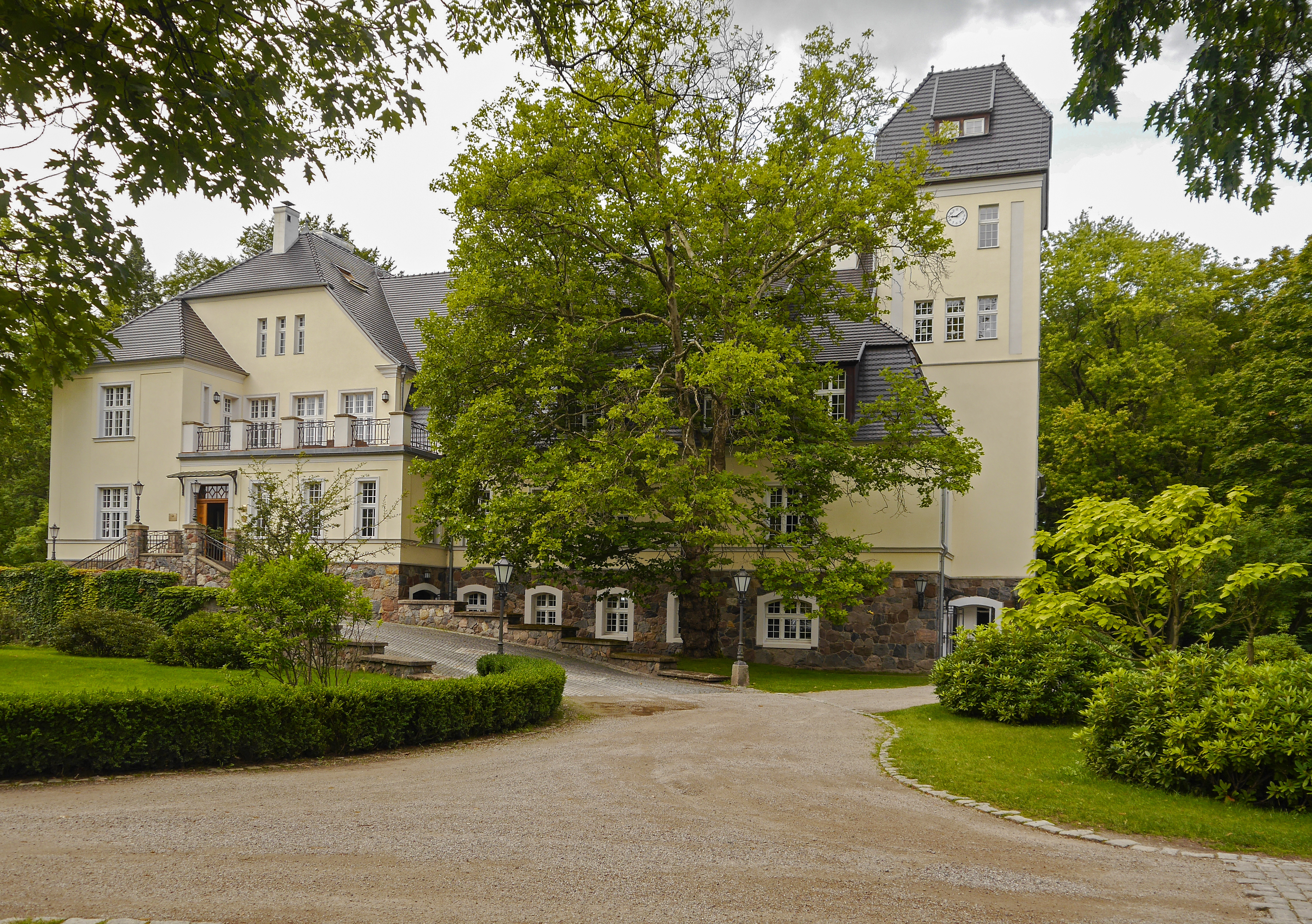
Gutshaus (2017)
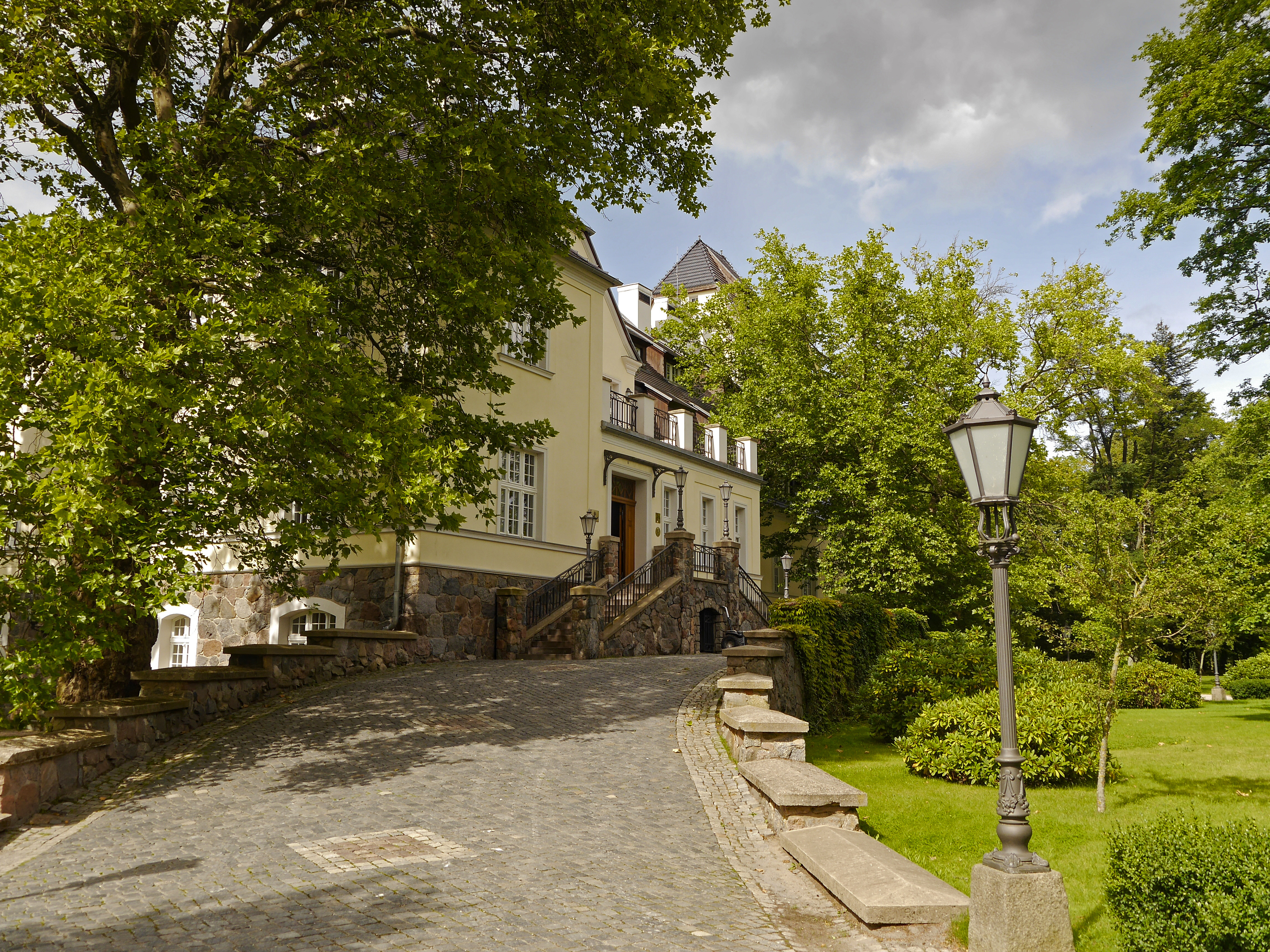
Treppenaufgang zum Wohngebäude (2017)
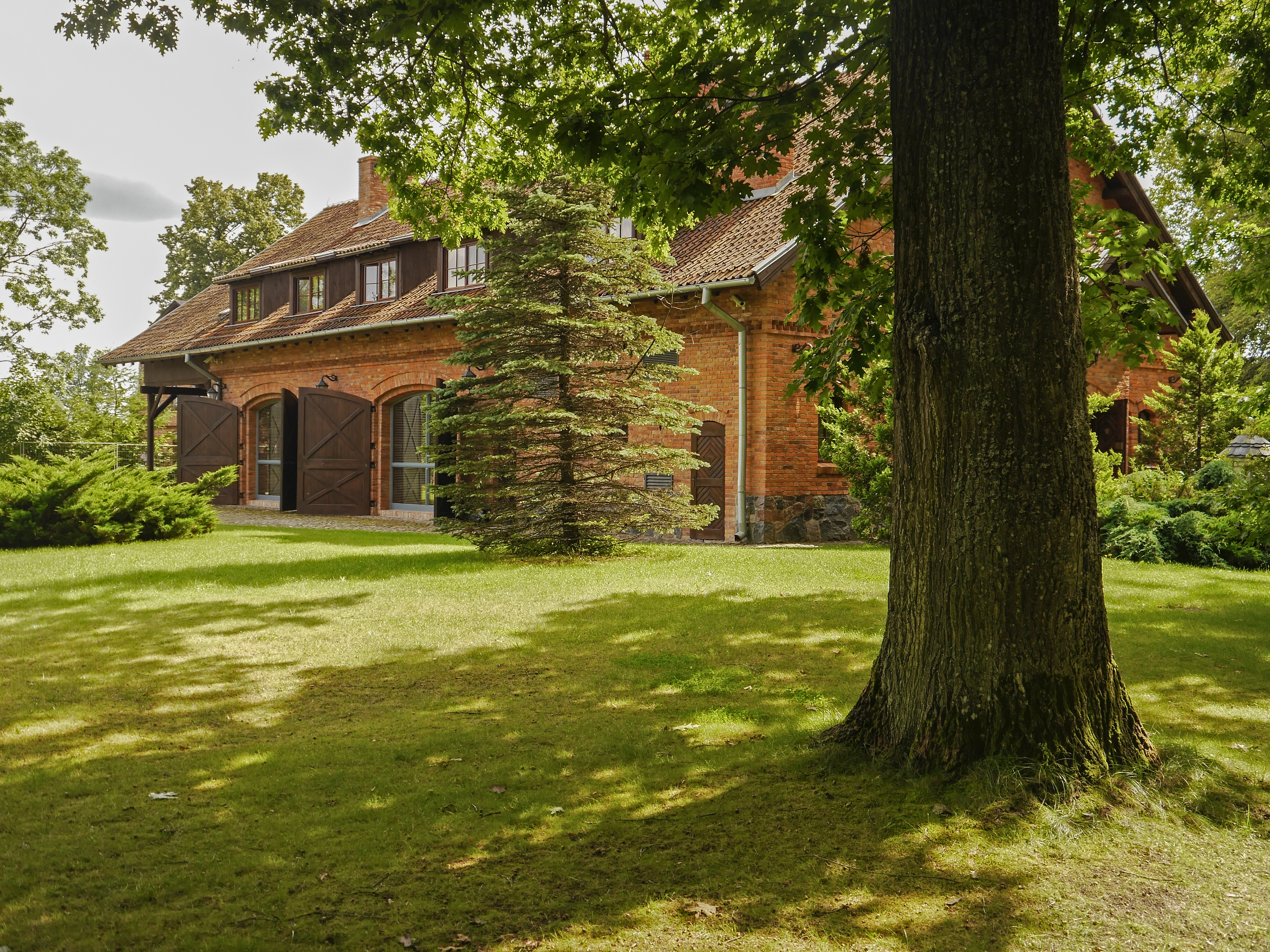
Wirtschaftsgebäude (2017)

Anfang der 1930er Jahre hatte die Landgemeinde Zackenzin seine Flächengröße von 9,7 km². Innerhalb der Gemeindegrenzen standen insgesamt 69 bewohnte Wohnhäuser an sechs verschiedenen Wohnstätten:
1. Bischoff
2. Fichtkaten
3. Gut Zackenzin
4. Hüttenwiese
5. Louisenhoff
6. Zackenzin

Um 1935 gab es in Zackenzin einen Gasthof, einen Gemischtwarenladen und eine Mühle.
Bis 1945 bildete Zackenzin eine Landgemeinde im Landkreis Lauenburg i. Pom., Regierungsbezirk Köslin, der preußischen Provinz Pommern des Deutschen Reichs. Zackenzin war dem
Amtsbezirk Sassin zugeordnet.
Gegen Ende des Zweiten Weltkriegs wurde die Region Anfang März 1945 von der Roten Armee besetzt. Bald darauf wurde Hinterpommern zusammen mit Westpreußen und der südlichen Hälfte Ostpreußens von der Sowjetunion der Volksrepublik Polen zur Verwaltung überlassen. Es begann danach die Zuwanderung polnischer Zivilisten, von denen die einheimischen Dorfbewohner aus ihren Häusern und Gehöften gedrängt wurden. Zackenzin wurde unter der polonisierten Ortsbezeichnung  ‚Ciekocin‘ verwaltet. In der Folgezeit  wurden die einheimischen Dorfbewohner von der polnischen Administration aus Zackenzin vertrieben.
Die Ortschaft ist heute Teil der Gmina Choczewo im Powiat Wejherowski (Powiat Neustadt in Westpreußen) der Woiwodschaft Pommern (1975–1998 der Woiwodschaft Danzig).

### Demographie
| Jahr | Einwohner | Anmerkungen                                  |
| ---- | --------- | -------------------------------------------- |
| 1818 | 125       | Dorf und Vorwerk                             |
| 1852 | 396       | Dorf                                         |
| 1925 | 441       | darunter 419 Evangelische und elf Katholiken |
| 1933 | 373       | [ 11 ]                                       |
| 1939 | 339       | [ 11 ]                                       |

## Kirche

### Dorfkirche

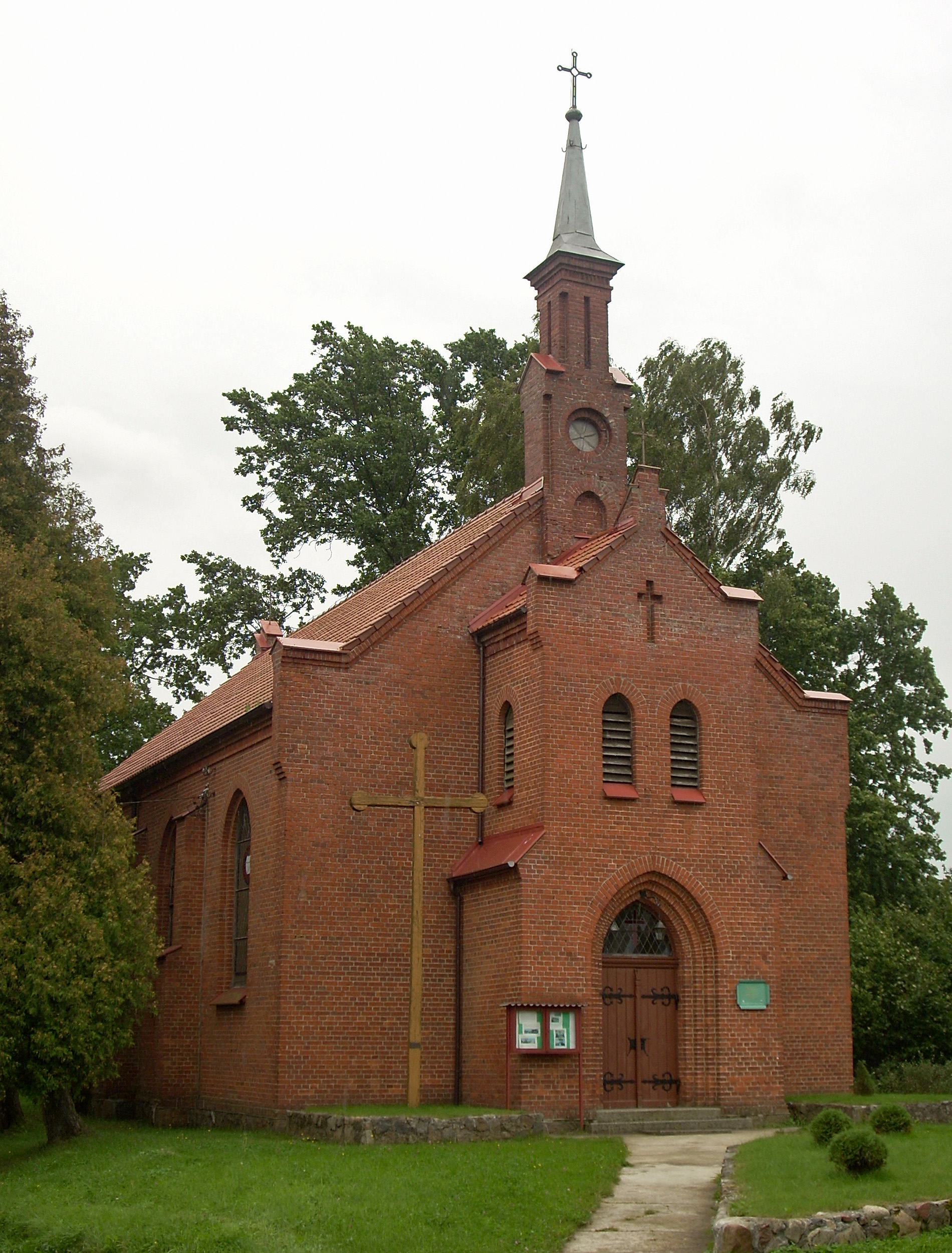
Dorfkirche, bis 1945 Gotteshaus der evangelischen Pfarrgemeinde Zackenzin

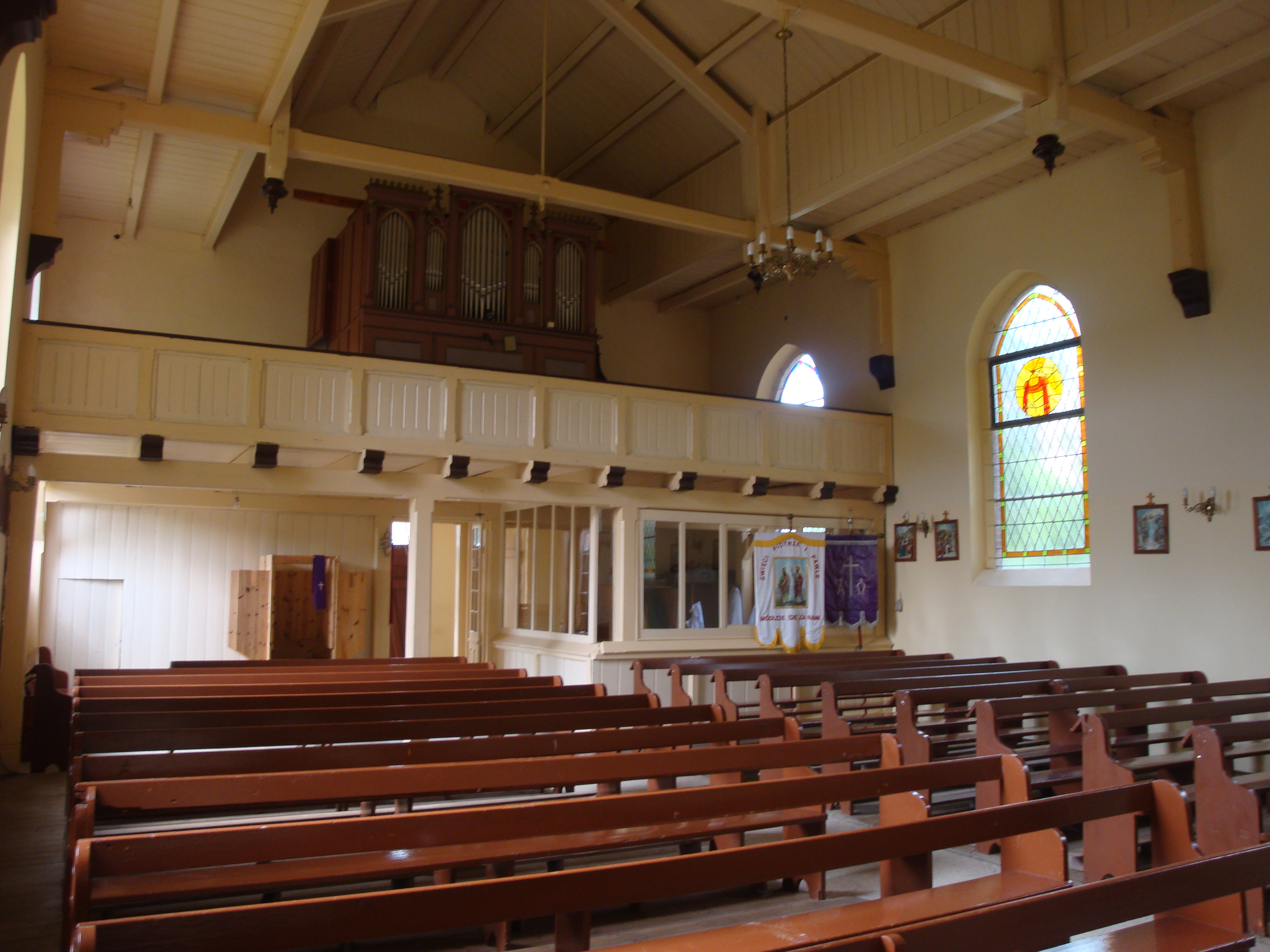
Innenraum mit Orgel (2010)

Die evangelische  Dorfkirche wurde nach dem Zweiten Weltkrieg von der polnischen Administration zugunsten der Römisch-katholischen Kirche in Polen zwangsenteignet und vom polnischen katholischen Klerus ‚neu geweiht‘.

### Kirchspiel bis 1945
Die hier vor 1945 lebenden Dorfbewohner gehörten mit großer Mehrheit der evangelischen Konfession an. Das evangelische Kirchspiel war in Zackenzin.
Das katholische Kirchspiel war in Wierschutzin.

### Polnisches Kirchspiel seit 1945
Die seit 1945 und Vertreibung der einheimischen Dorfbewohner anwesende polnische Einwohnerschaft ist größtenteils katholisch.
Hier lebende evangelische Polen sind dem Pfarramt in Stolp in der Diözese Pommern-Großpolen der Evangelisch-Augsburgischen Kirche in Polen zugeordnet, das eine gottesdienstliche Außenstation in Lauenburg i. Pom. unterhält.